# Wereldkampioenschappen schaatsen afstanden 2013 - 500 meter mannen
De 500 meter mannen op de wereldkampioenschappen schaatsen afstanden 2013 werd gereden op zondag 24 maart 2013 in het ijsstadion Adler Arena in Sotsji, Rusland.
Jan Smeekens was na zijn indrukwekkende reeks overwinningen in de wereldbeker de favoriet. Hij won weliswaar de eerste rit, maar maakte te veel fouten in zijn tweede rit en moest genoegen nemen met brons. Olympisch en wereldkampioen Mo Tae-bum liet zien dat hij er vaak op de belangrijke momenten staat en prolongeerde met succes zijn wereldtitel.

## Plaatsing
De regels van de ISU schrijven voor dat er maximaal 24 schaatsers zich plaatsen voor het WK op deze afstand. Geplaatst zijn de beste veertien schaatsers van het wereldbekerklassement, aangevuld met de tien tijdsnelsten waarbij alleen tijden gereden in de wereldbeker of op een wereldkampioenschap (sprint of allround) meetellen. Achter deze 24 namen wordt op tijdsbasis nog een reservelijst van maximaal zes namen gemaakt.
Aangezien het aantal deelnemers per land beperkt is beperkt tot een maximum van drie, telt de vierde (en vijfde etc.) schaatser per land niet mee voor het verloop van de ranglijst. Het is aan de nationale bonden te beslissen welke van hun schaatsers, mits op de lijst, naar het WK afstanden worden afgevaardigd.
Lee Kyou-hyuk had deel mogen nemen namens Zuid-Korea, maar deed dat niet. Zijn plek werd ingenomen door de Italiaan Mirko Nenzi.

## Statistieken

### Uitslag
| #      | Naam                 | Land | 1e run     | 2e run     | Totaal |
| ------ | -------------------- | ---- | ---------- | ---------- | ------ |
| Goud   | Mo Tae-bum           | KOR  | 34,94 (3)  | 34,82 (1)  | 69,760 |
| Zilver | Joji Kato            | JPN  | 34,92 (2)  | 34,90 (3)  | 69,820 |
| Brons  | Jan Smeekens         | NED  | 34,80 (1)  | 35,06 (5)  | 69,860 |
| 4      | Michel Mulder        | NED  | 35,09 (6)  | 34,82 (1)  | 69,910 |
| 5      | Ronald Mulder        | NED  | 35,05 (4)  | 35,02 (4)  | 70,070 |
| 6      | Dmitri Lobkov        | RUS  | 35,18 (8)  | 35,08 (6)  | 70,260 |
| 7      | Denis Koval          | RUS  | 35,05 (5)  | 35,22 (9)  | 70,270 |
| 8      | Pekka Koskela        | FIN  | 35,21 (9)  | 35,10 (7)  | 70,310 |
| 9      | Laurent Dubreuil     | CAN  | 35,09 (7)  | 35,26 (10) | 70,350 |
| 10     | Jamie Gregg          | CAN  | 35,30 (12) | 35,20 (8)  | 70,500 |
| 11     | Artur Waś            | POL  | 35,28 (10) | 35,28 (11) | 70,560 |
| 12     | Yuya Oikawa          | JPN  | 35,30 (11) | 35,28 (11) | 70,580 |
| 13     | Aleksej Jesin        | RUS  | 35,43 (16) | 35,31 (13) | 70,740 |
| 14     | Mika Poutala         | FIN  | 35,37 (13) | 35,41 (15) | 70,780 |
| 15     | Nico Ihle            | GER  | 35,47 (18) | 35,36 (14) | 70,830 |
| 16     | Mirko Nenzi          | ITA  | 35,42 (15) | 35,55 (17) | 70,970 |
| 17     | Daniel Greig         | AUS  | 35,56 (20) | 35,49 (16) | 71,050 |
| 18     | Espen Aarnes Hvammen | NOR  | 35,50 (19) | 35,56 (18) | 71,060 |
| 19     | Gilmore Junio        | CAN  | 35,46 (17) | 35,74 (20) | 71,200 |
| 20     | Ryohei Haga          | JPN  | 35,40 (14) | 35,88 (22) | 71,280 |
| 21     | Lee Kang-seok        | KOR  | 35,73 (21) | 35,61 (19) | 71,340 |
| 22     | Denny Ihle           | GER  | 36,12 (23) | 35,87 (21) | 71,990 |
| 23     | Mitchell Whitmore    | USA  | 36,14 (24) | 36,42 (23) | 72,560 |
| 24     | Tucker Fredricks     | USA  | 35,93 (22) | 36,98 (24) | 72,910 |

### Loting 1e rit
| Rit | Binnenbaan        | Buitenbaan           |
| --- | ----------------- | -------------------- |
| 1   | Denny Ihle        | Lee Kang-seok        |
| 2   | Aleksej Jesin     | Mirko Nenzi          |
| 3   | Laurent Dubreuil  | Espen Aarnes Hvammen |
| 4   | Nico Ihle         | Daniel Greig         |
| 5   | Mika Poutala      | Denis Koval          |
| 6   | Mitchell Whitmore | Ryohei Haga          |
| 7   | Artur Waś         | Tucker Fredricks     |
| 8   | Dmitri Lobkov     | Pekka Koskela        |
| 9   | Jamie Gregg       | Gilmore Junio        |
| 10  | Mo Tae-bum        | Yuya Oikawa          |
| 11  | Ronald Mulder     | Jan Smeekens         |
| 12  | Michel Mulder     | Joji Kato            |

### Ritindeling 2e rit
| Rit | Binnenbaan           | Buitenbaan        |
| --- | -------------------- | ----------------- |
| 1   | Tucker Fredricks     | Mitchell Whitmore |
| 2   | Lee Kang-seok        | Denny Ihle        |
| 3   | Daniel Greig         | Nico Ihle         |
| 4   | Espen Aarnes Hvammen | Aleksej Jesin     |
| 5   | Gilmore Junio        | Mika Poutala      |
| 6   | Mirko Nenzi          | Jamie Gregg       |
| 7   | Ryohei Haga          | Artur Waś         |
| 8   | Yuya Oikawa          | Dmitri Lobkov     |
| 9   | Pekka Koskela        | Laurent Dubreuil  |
| 10  | Denis Koval          | Michel Mulder     |
| 11  | Joji Kato            | Ronald Mulder     |
| 12  | Jan Smeekens         | Mo Tae-bum        |

1996 · 
1997 · 
1998 · 
1999 · 
2000 · 
2001 · 
2003 · 
2004 · 
2005 · 
2007 · 
2008 · 
2009 · 
2011 · 
2012 · 
2013 · 
2015 · 
2016 · 
2017 ·
2019 ·
2020 ·
2021 ·
2023 ·
2024 ·
2025